# Ignatius Taschner

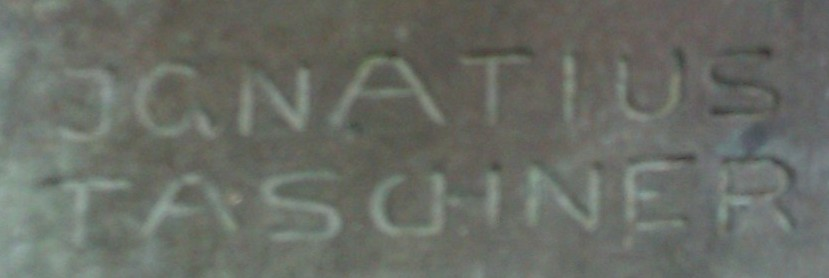
Firma di Ignatis Taschner

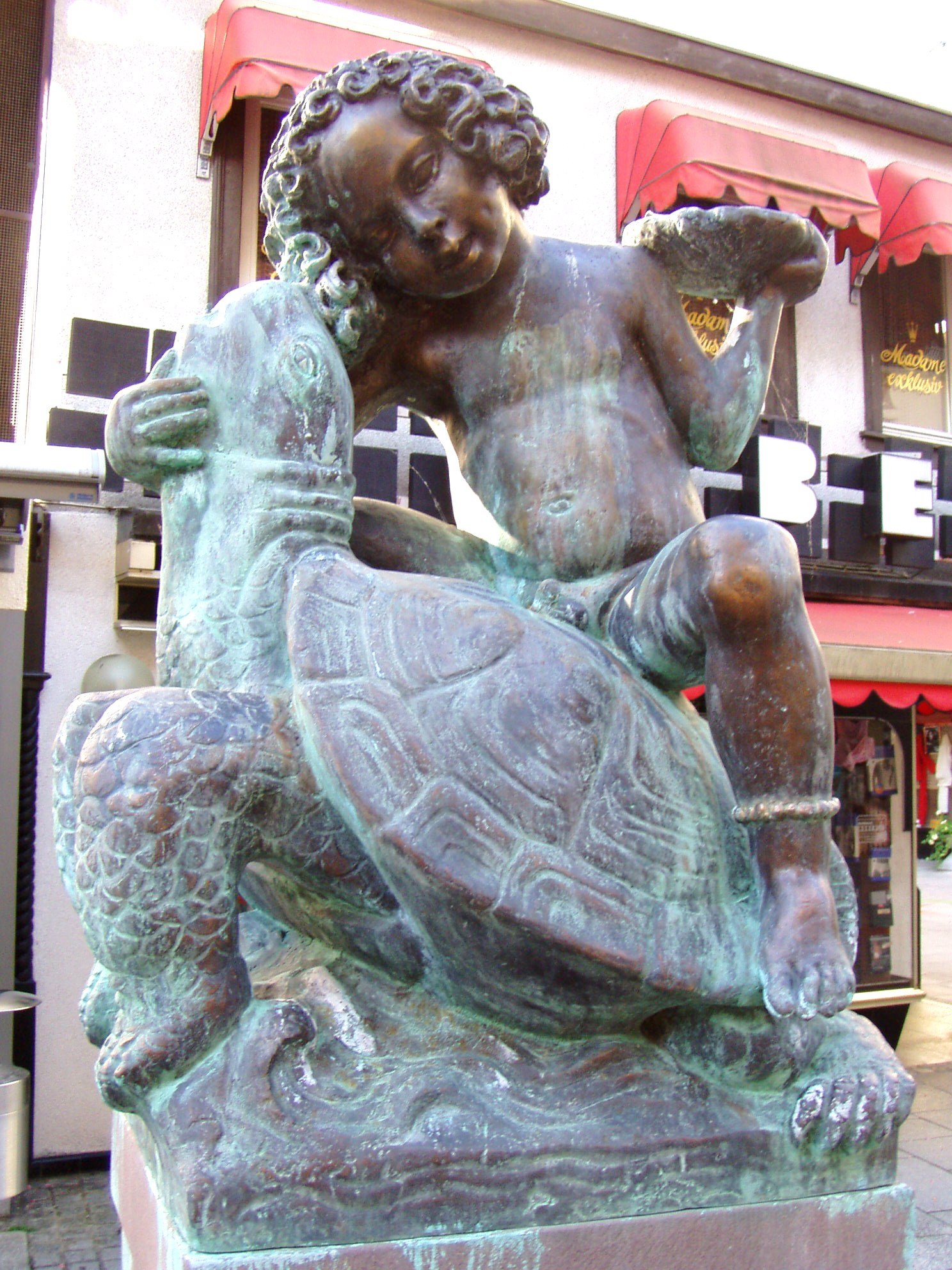
Figure di bronzo nella Taschnerbrunnen a Bad Kissingen.

Ignatius Taschner, o anche Ignaz Taschner (Bad Kissingen, 9 aprile 1871 – Mitterndorf, 25 novembre 1913), è stato uno scultore e incisore tedesco.

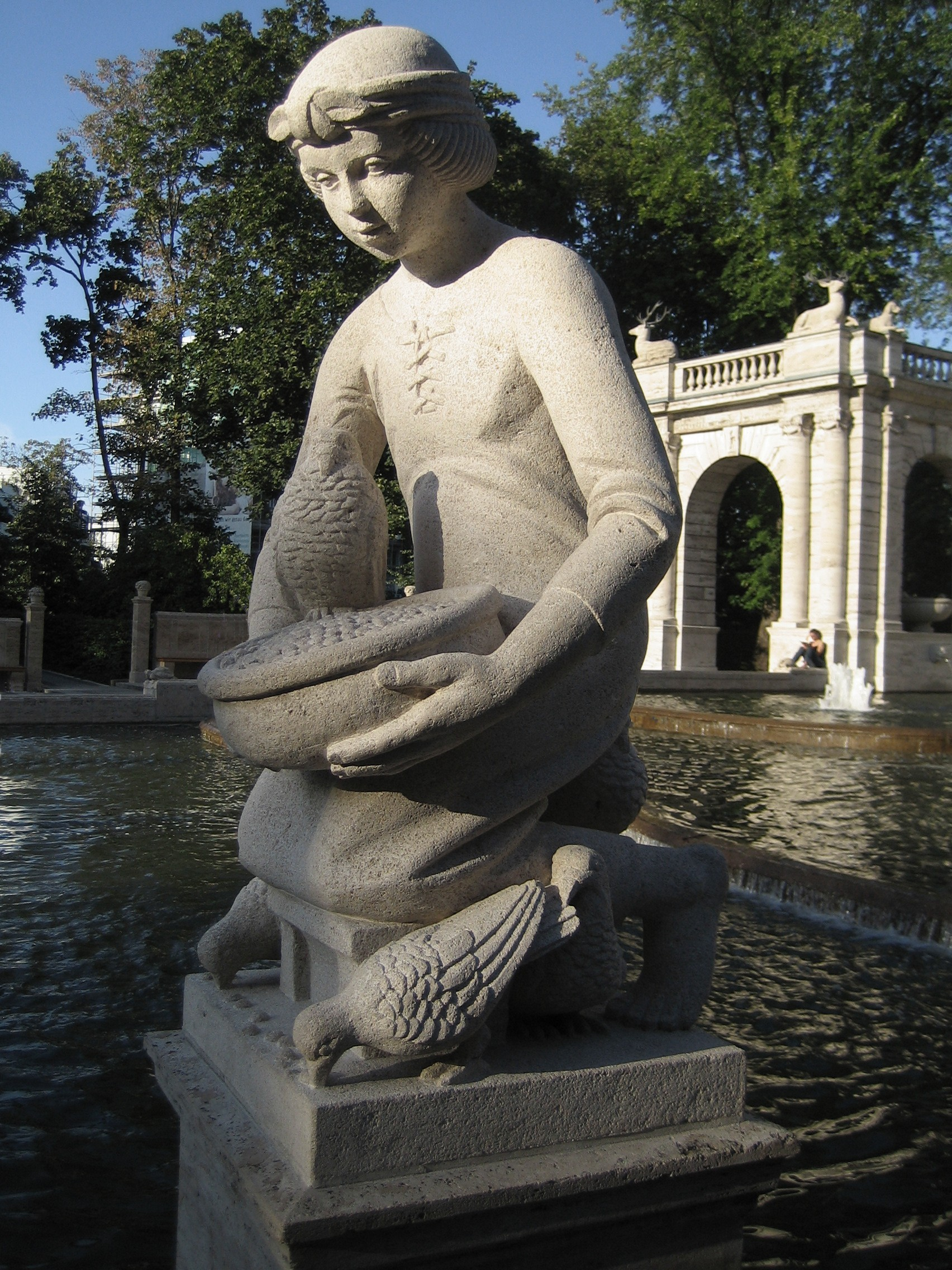
Cenerentola sulla Märchenbrunnen in Friedrichshain a Berlino.

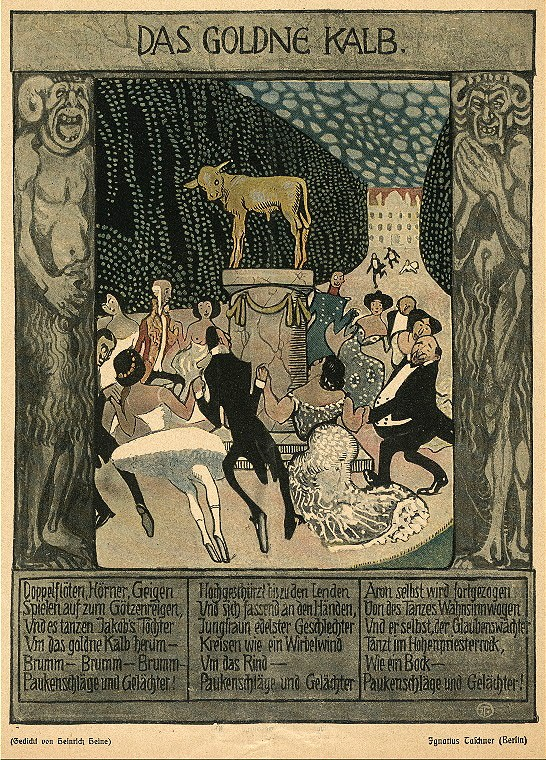
Storie illustrate di Heinrich Heine: Il Vitello d'oro

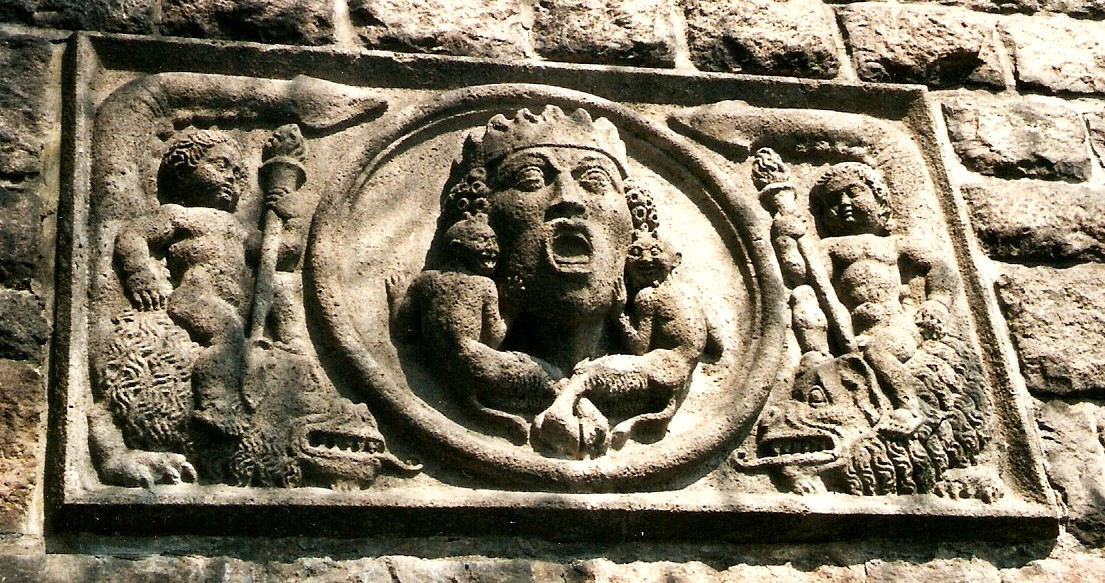
Uno dei quattro bassorilievi sul Puppenbrücke a Lubecca.

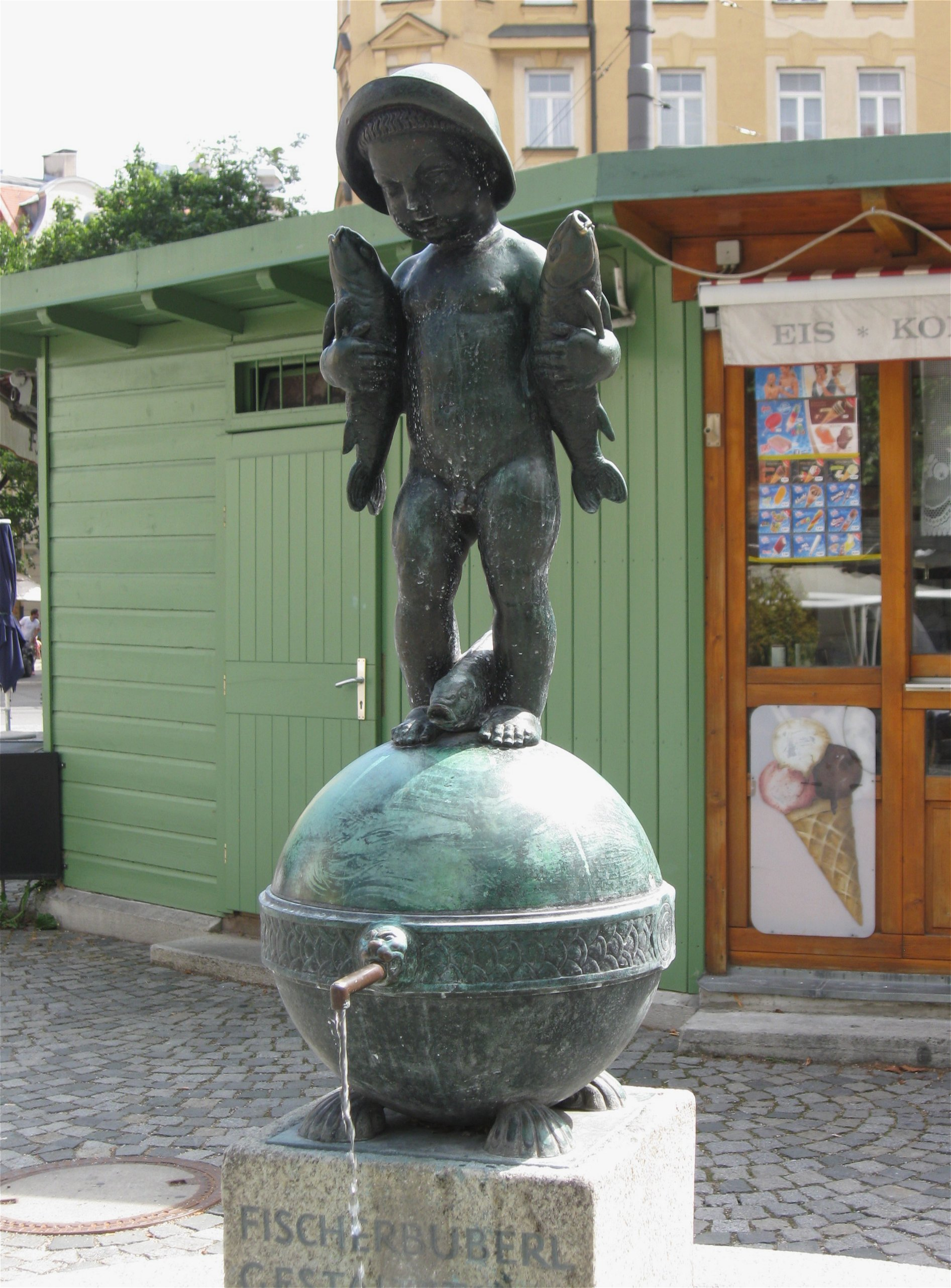
Fontana del bimbo pescatore a Monaco di Baviera.

Era figlio dello scalpellino e intagliatore di Straubing Bartholomäus Taschner.

## Biografia
Visse l'infanzia e l'adolescenza a Lohr am Main. Dal 1885 al 1888 fu apprendista scalpellino a Schweinfurt. Dal 1889 al 1895 frequentò l'Accademia delle belle arti di Monaco di Baviera sotto Syrius Eberle e Jakob Bradl ed ebbe come compagni di studi gli scultori Georg Wrba e Josef Rauch.
Nel 1894 ottenne il suo primo incarico dalla città di Schweinfurt. Al cambio di secolo egli fece una grande impressione presso gli artisti della secessione di Monaco, della Secessione di Vienna e della Secessione di Berlino.
Nel 1903 Taschner divenne docente presso l'Accademia statale per le Arti e l'Artigianato di Breslavia. In quel periodo egli strinse a Monaco amicizia con Ludwig Thoma, allora redattore della rivista Simplicissimus, al cui racconto Der heilige Hies egli diede il suo contributo.
Nel 1904 si recò a Berlino, ove lavorò per i famosi architetti Alfred Messel e Ludwig Hoffmann, per i quali realizzò numerose sculture.
Progettò l'argenteria per il principe ereditario Guglielmo di Prussia e molti oggetti di uso comune per l'industria. Nel 1906 si trasferì a Mitterndorf, presso Dachau, ove su un grosso lotto di terreno si fece costruire una villa signorile. Subito dopo nacquero i progetti per le dieci figure della Fontana delle Fiabe nel parco Friedrichshain a Berlino.
Suo progetto è anche la Fontana del bimbo pescatore, sulla  Wiener Platz a Monaco di Baviera.
Nel 1911 la villa a Mitterndorf era pronta ma egli non la poté godere a lungo: morì infatti il 25 novembre del 1913.

## Opere
- 1895: Monumento ai caduti nel cimitero cittadino di Schweinfurt
- 1896–1904: Scultura per i Magazzini Wertheim sulla Leipziger Platz a Berlino (architetto:  Alfred Messel)
- 1904: Illustrazioni al racconto Der heilige Hies di Ludwig Thoma
- 1904–1911: Collaborazione alla scultura per la Altes Stadthaus a Berlino
- 1904–1914: Argenteria per il Principe Ereditario
- 1907: Fontana Gustav-Freytag sul Belvedere di Breslavia
- 1908: Quattro bassorilievi per il Puppenbrücke a Lubecca[1]
- 1910: Fontana del bimbo pescatore sulla Wiener Platz a Monaco
- 1911–1912: Gruppo di figure per la Fontana della favole (Märchenbrunnen) nel Volkspark Friedrichshain a Berlino
- 1904: Illustrazioni alle Favole dei Fratelli Grimm[2]
- Illustrazioni al  Die Nymphe des Brunnens di Johann Karl August Musäus[3]

## Riconoscimenti
- A Bad Kissingen ed a Lohr am Main vi sono due vie che prendono da lui il nome.
- A Dachau c'è l'Ignaz-Taschner-Gymnasium, come a Mitterndorf la Ignaz-Taschner-Straße.